# Reinhold Lampe
Reinhold Lampe (* 1. März 1932 in Landshut) ist ein deutscher Schauspieler.

## Leben und Wirken
Reinhold Lampe absolvierte seine Schauspielausbildung von 1952 bis 1954 in München bei Ruth von Zerboni. Danach war er einige Jahre lang am Residenztheater in München tätig. Später wechselte er an verschiedene Theaterhäuser, wie beispielsweise in Konstanz, Gießen, Lübeck und Ingolstadt.
Lampe wirkte als Schauspieler vor der Kamera von 1969 bis 2008 in über 30 Film-und-Fernsehproduktionen mit. Er verkörperte von Februar 2001 (Folge 792) bis Juli 2005 (Folge 1024) die Rolle des Oskar Krämer in der ARD-Serie Lindenstraße. Er spielte die Rolle des Dr. Georg Kirchmaier im zweiten Teil der Heimat-Trilogie von Edgar Reitz.
Reinhold Lampe ist verheiratet und lebt in München.

## Filmografie
- 1969: Der Attentäter
- 1985: Tatort: Schicki-Micki
- 1985: Geschichten aus der Heimat (Fernsehserie; Folge: In Gottes Namen)
- 1986: Irgendwie und Sowieso (Fernsehserie, Folge: Ringo)
- 1986: Rette mich, wer kann (TV-Miniserie)
- 1986: Der Unfried
- 1986: Weißblaue Geschichten (Fernsehserie, 2 Folgen)
- 1987: Die Hausmeisterin (Fernsehserie, Folge: Alles, was rund ist)
- 1987–1988: Zur Freiheit (Fernsehserie, 6 Folgen)
- 1987–1992: SOKO München (Folgen: Der Neue und Wenn der Tod zweimal klingelt)
- 1988: Eichbergers besondere Fälle (Fernsehserie, 1 Folge)
- 1988: Der Millionenbauer (Fernsehserie, Folge: Schöne Bescherung)
- 1989: Löwengrube (Fernsehserie, Folge: Wachablösung – März 1914)
- 1991: Wer Knecht ist, soll Knecht bleiben
- 1992: Die zweite Heimat – Chronik einer Jugend (TV-Mehrteiler)
- 1993: Eine Mörderin
- 1994: Die Wache (Fernsehserie, Folge: Funkstille)
- 1994: Ärzte (Fernsehserie Folge: Dr. Schwarz und Dr. Martin – Neuland)
- 1995: Marienhof (Fernsehserie, 1 Folge)
- 1996: Diebinnen
- 1996–2001: Alle meine Töchter (Fernsehserie, 15 Folgen)
- 1996: Der Fahnder (Fernsehserie, 1 Folge)
- 1997: Tatort: Liebe, Sex, Tod
- 2000: Bei aller Liebe (Fernsehserie, 1 Folge)
- 2000: Der Bulle von Tölz: Treibjagd (Fernsehreihe)
- 2001: Allein unter Männern
- 2001: Sinan Toprak ist der Unbestechliche (Fernsehserie, 1 Folge)
- 2001–2005: Lindenstraße (Fernsehserie, 53 Folgen)
- 2002: Hinterlassenschaften
- 2004: Forsthaus Falkenau (Fernsehserie, 1 Folge)
- 2005: Um Himmels Willen (Fernsehserie, 1 Folge)
- 2008: Wieder daheim